# Bonar Bridge
Bonar Bridge är en by i Highland i Skottland. Byn är belägen 15 km 
från Lairg. Orten har 724 invånare (2011).